# Vilajoana (Avià)
Vilajoana, també coneguda com a Masia Torrentbó o Torrembó és una masia molt antiga del terme municipal d'Avià, dins el lloc de Graugés, inclosa en l'Inventari del Patrimoni Arquitectònic de Catalunya.

## Descripció
Conserva encara part dels murs medievals (segles X-XI) a la part baixa dels quals es poden veure fragments d'opus spicatum i unes arcades ogivals del segle xiii.
La masia té algunes construccions annexes. El cos principal és de planta més o menys rectangular, estructurada en planta baixa i dos pisos superiors. El parament és a base de carreus de pedra de diverses dimensions sense treballar, units amb morter. La coberta és a dues aigües amb teula àrab. Les obertures són petites, allindanades i disposades de forma arbitrària. L'entrada està emmarcada per un arc, i en trobem dos més a les quadres.

## Història
El nom de Vilajoana deriva del medieval Vila Jussana, que es relacionaria amb el nom de la masia de la Sobirana, probablement, vila Sobirana, del mateix terme d'Avià.
L'actual masia de Vilajoana amaga una construcció medieval del s. IX o X feta d'un sol cop seguint la mateixa planta actual, i sobre la qual es bastí al segle XII-XIII un mas fortificat senyorívol, com ho denoten els gruixuts murs de la base, l'opus spicatum i les petites finestres tipus espitllera a la paret de ponent. Els arcs diafragmàtics apuntats de la planta són d'època gòtica, segurament del segle xiv. Possiblement dins la mateixa època es van fer els murs superiors de tàpia i les golfes amb envans interiors de pedra tosca amb muntants de roure. La porta adovellada de l'entrada va ser realitzada al XVII. Sembla que podria tractar-se d'una construcció senyorial.
L'esment més antic que s'ha pogut documentar de la casa és als pergamins de cal Mas d'Avià del 1338. L'última referència d'un Vilajussana és la confirmació de Francesc Vilajussana l'any 1686; posteriorment la casa ha canviat de propietaris en diverses ocasions. Al capbreu de les propietats del monestir de Santa Maria de Ripoll de 1758 ja és propietat de Bernat Boixader i especifica que pertany a la parròquia de Sant Vicenç d'Obiols; aquesta família en serà propietària fins al segle xix. Al Registre de la Propietat de 1879 Vilajoana és de Manuel Mutlló, fins al 1888 en què pertany a Francesc Badia Serra. A finals del segle xix va comprar la propietat Agustí Rosal i Sala, i pertanyé als seus descendents fins que el 1997 la va comprar l'actual propietari.
Actualment és deshabitada.